# Кутлиярово
Кутлиярово (баш. Ҡотлояр) — деревня в Бураевском районе Республики Башкортостан Российской Федерации. Входит в состав Ванышевского сельсовета.

## География

### Географическое положение
Расстояние до:
- районного центра (Бураево): 17 км,
- ближайшей ж/д станции (Янаул): 87 км.

## Население
| 2002 | 2009 | 2010 |
| ---- | ---- | ---- |
| 81   | ↘77  | ↘65  |

Согласно переписи 2002 года, преобладающие национальности — башкиры (53 %), татары (42 %).